# قزقلعه‌سی (قلعه دختر)
قز قلعه‌سی (به ترکی به معنی قلعه دختر) اثری تاریخی مربوط به دوره اشکانیان - دوره ساسانیان است و در شهرستان بیله‌سوار، کنار رودخانه برزند، روستای قز قلعه واقع شده و این اثر در تاریخ ۲۵ اسفند ۱۳۴۵ با شمارهٔ ثبت ۶۲۹ به‌عنوان یکی از آثار ملی ایران به ثبت رسیده است.